# Dag Albert
Dag Albert, född 17 november 1969, är en svensk ryttare i fälttävlan. Albert blev, med hästen Nice N'Easy, nummer sju i lagtävlingen på OS i Atlanta 1996 och deltog i sitt andra OS i Peking 2008, där det blev en 31:e plats individuellt och en 4:e plats i lagtävlingen.
Hans mor, Eva Albert-Hansson föder upp hästar i Strömstad. Eva har bland annat fött upp fälttävlans hästen May I Do It (F. 1981 e: Irco Marco). Tillsammans med "Pålle" vann Dag bland annat JSM 1987 och ekipaget deltog även vid Badminton 1994. Albert började dock sin karriär på en shetlandsponny och redan under ponnyåren var han framgångsrik som ponnyryttare. Ett stipendium gav honom chansen att 1991 resa till England där han nu driver en egen anläggning i Lichfield tillsammans med sin fru Liz. 
Han har tidigare varit gift med Samantha Albert från Jamaica, men numera är de skilda. (Hon har dock valt att behålla efternamnet Albert.) Båda rider fälttävlan på internationell nivå, och det föra detta paret, som möttes under ryttar-VM i Haag 1994, deltog båda i OS i Peking 2008. Albert skulle rida sin egen häst Midnight Blue II en mörkbrun valack född 1988, hästen är ett halvblod efter Fine Blue och uppfödd i England, men han blev skadad. Istället startade han med Tubber Rebel, en irländsk skimmelvalack född 2000, efter Rich Rebel - Breanor Lady. Ägare till hästen är Carl & Sally Hanson & Dag Albert.

## Topphästar
- Tubber Rebel (Valack född 2000) Skimmelfärgad Irländsk sporthäst, e:Rich Rebel u:Killea Lady ue:Breanor Lady
- Mitras Eminem (Valack född 2001) Brunt Svenskt varmblod, e:Marco Mitras u:Lili Marlene (F.2) ue:Marino